# 林秀怡
林秀怡（英語：Kirby Lam Sau Yi，1991年7月5日—），生於香港，於第23期無綫電視藝員訓練班畢業後成為無綫電視（TVB）藝員。現為無綫電視經理人合約女藝員。

## 背景
林秀怡的父母在她8歲時離婚，來自單親家庭的她自此與母親相依為命，居住於天水圍天恩邨。她分別於2003年和2008年畢業於佛教榮茵學校和佛教茂峰法師紀念中學中五年級。畢業後曾經於惠康超級市場任只有2,000多港元月薪的收銀員。於2008年投考加入無綫電視藝員訓練班，畢業後加入無綫電視工作初期，月薪未達到7,000港元，後來月薪增加至約9,000至10,000元。由於其母因為曾經跌倒受傷以至不宜工作，為了幫補家計養活母親，曾經在一間日本餐廳兼職當侍應。她又與朋友合資在旺角通菜街開設意大利餐廳。

## 演藝事業
林秀怡從2009年無綫電視第二十三期藝員訓練班畢業後，曾於無綫電視初期飾演了不少跑龍套角色，最初令觀眾留意到的角色是在《女人最痛》客串數集演出要減肥的肥妹，和該劇的女主角張可頤有不少對手戲。其後較多戲份的《依家有喜》，飾演米雪和秦沛之女「葛暉」一角而為人熟悉；然而劇集不受歡迎，故此未有能夠因而上位，繼續擔任閒角。
目前，林秀怡曾在獲邀近年她的現時成為無綫電視劇集監製潘嘉德、文偉鴻及方駿釗等人之常用演員。
2012年初，林秀怡因曾經被王維基以及較佳待遇邀請轉投香港電視網絡，她但是以出身自香港無綫電視演出，及於無綫電視發展較為穩定為理由，婉拒了邀請。同年，林秀怡於《怒火街頭2》中飾演未婚懷孕的「胡智穎」一角，深受觀眾關注，當中她親身裸露並且於高空中攝影的一幕更是備受網民關注及監製陳維冠讚賞。
2017年，林秀怡於該台首部以4K全實景拍攝的電視劇《不懂撒嬌的女人》中飾演三大八婆之一「鄭淑潼」一角而備受注目，還獲網民稱讚演出自然又搞笑。。
2018年，林秀怡於劇集《三個女人一個「因」》飾演男主角利東佳（袁偉豪飾）的幼妹「利東伶」，與飾演大律師的林景程飾演一對歡喜冤家，演出受到網友關注；同年，她於劇集《是咁的，法官閣下》中飾演的女律師「黃瞳」同樣受到好評，更憑該角色首次獲提名《萬千星輝頒獎典禮2018》「最佳女配角」。另外，她亦在《觀眾在民間電視大奬2018》獲得「民選飛躍進步女藝員」獎。
2019年，林秀怡於劇集《婚姻合伙人》飾演性感的「施嘉露」，角色十分入屋。
2022年11月，林秀怡於出席《萬千星輝賀台慶》後感染新冠病毒。她稱自己喉嚨痛及聲音沙啞。
同年11月，林秀怡首次獲提名《萬千星輝頒獎典禮2022》「飛躍進步女藝員」。
2024年，她由基本藝人合約改簽為經理人合約。

## 感情生活
林秀怡的男友為梁啟政（Kevin Leung），任無綫電視助理編導，後升職導演。兩人於2017年起開展戀情。

## 演出作品

### 電視劇（無綫電視）
| 首播       | 劇名               | 角色                                                 |
| 2009年     | 有營煮婦           | 助手、客人                                           |
| 2009年     | 畢打自己人         | 職員（第123集）                                      |
| 2009年     | 廉政行動2009       | Fatty                                                |
| 2009年     | 宮心計             | 學婢、樂師                                           |
| 2009年     | 富貴門             | 私家護士                                             |
| 2009年     | 巴不得爸爸...      | 蛇女                                                 |
| 2010年     | 五味人生           | 鄧仁愛                                               |
| 2010年     | 老公萬歲           | 學生                                                 |
| 2010年     | 鐵馬尋橋           | 記者                                                 |
| 2010年     | 蒲松齡             | 妓女                                                 |
| 2010年     | 掌上明珠           | 舞小姐                                               |
| 2010年     | 搜下留情           | 職員                                                 |
| 2010年     | 談情說案           | 記者                                                 |
| 2010年     | 女王辦公室         | 舞小姐                                               |
| 2010年     | 情越雙白線         | Heidi                                                |
| 2010年     | 女人最痛           | Kitty                                                |
| 2010年     | 公主嫁到           | 丫鬟                                                 |
| 2010年     | 讀心神探           | 浦女                                                 |
| 2010年     | 天天天晴           | 職員                                                 |
| 2010年     | 巾幗梟雄之義海豪情 | 護士                                                 |
| 2010年     | 刑警               | 治療師助手（第8集）、軒朋友（第17集）                |
| 2010年     | 誘情轉駁           | 護士（第7集）                                        |
| 2010年     | 依家有喜           | 葛暉（暉暉）                                         |
| 2010年     | 居家兵團           | Kimi                                                 |
| 2011年     | 隔離七日情         | 旅遊團職員（第1集）                                  |
| 2011年     | 魚躍在花見         | 看護                                                 |
| 2011年     | Only You 只有您    | 情侶（第14集）                                       |
| 2011年     | 點解阿Sir係阿Sir   | 江詠珊                                               |
| 2011年     | 洪武三十二         | 小蘭                                                 |
| 2011年     | 怒火街頭           | 記者                                                 |
| 2011年     | 花花世界花家姐     | 護士                                                 |
| 2011年     | 團圓               | 化粧師（第9集）                                      |
| 2011年     | 潛行狙擊           | CID                                                  |
| 2011年     | 不速之約           | 護士（第11集）                                       |
| 2011年     | 萬凰之王           | 後宮妃子                                             |
| 2011年     | 法證先鋒III        | 方世欣                                               |
| 2011年     | 結·分@謊情式       | Sales（第44集）                                      |
| 2012年     | 換樂無窮           | 職員                                                 |
| 2012年     | On Call 36小時     | 戴穎思                                               |
| 2012年     | 東西宮略           | 小師妹                                               |
| 2012年     | 當旺爸爸           | 中學生                                               |
| 2012年     | 拳王               | 學員                                                 |
| 2012年     | 耀舞長安           | 冰                                                   |
| 2012年     | 愛·回家            | GaGa（第24、64集）                                   |
| 2012年     | 衝呀！瘦薪兵團     | Carol（第10集）                                      |
| 2012年     | 護花危情           | 何美詩（Macy）                                       |
| 2012年     | 怒火街頭2          | 胡智穎（阿Wing）                                     |
| 2012年     | 造王者             | 小梅                                                 |
| 2012年     | 巴不得媽媽...      | 林秀萍（Apple）                                      |
| 2012年     | 雷霆掃毒           | 何心雪                                               |
| 2012年     | 法網狙擊           | 嚴頌                                                 |
| 2013年     | 幸福摩天輪         | 青年情侶（第19集）                                   |
| 2013年     | 初五啟市錄         | 珠                                                   |
| 2013年     | 戀愛季節           | Suki                                                 |
| 2013年     | 女警愛作戰         | 包國薇（Mina）                                       |
| 2013年     | 仁心解碼II         | 瑤                                                   |
| 2013年     | 神探高倫布         | 唐婉玲                                               |
| 2013年     | 熟男有惑           | 羅洛琳                                               |
| 2013年     | 冲上云霄II         | Cafe 職員                                            |
| 2013年     | 情逆三世緣         | 怡（第1集）                                          |
| 2013年     | 巨輪               | Mimi                                                 |
| 2013年     | 法外風雲           | Gigi（第16-17集）                                    |
| 2013年     | On Call 36小時II   | 戴穎思                                               |
| 2013年     | My盛Lady           | 單身女子                                             |
| 2013年     | 貓屎媽媽           | 尹佩詩（Percy）                                      |
| 2014年     | 單戀雙城           | 球場孛女（第18集）                                   |
| 2014年     | 廉政行動2014       | 阿琪（單元四）                                       |
| 2014年     | 使徒行者           | 新聞主持（第4集）                                    |
| 2014年     | 再戰明天           | 李小鳳                                               |
| 2014年     | 老表，你好hea！    | 娛記                                                 |
| 2014年     | 八卦神探           | 曾可宜                                               |
| 2015年     | 四個女仔三個BAR    | 黃寶穎                                               |
| 2015年     | 衝線               | Katy                                                 |
| 2015年     | 潮拜武當           | 毛瓜                                                 |
| 2015年     | 拆局專家           | 榮子                                                 |
| 2016年     | 末代御醫           | 涴佳                                                 |
| 2016年     | 殭                 | 電影女主角                                           |
| 2016年     | 超能老豆           | 林少萍                                               |
| 2016年     | 城寨英雄           | 城寨街坊                                             |
| 2016年     | 流氓皇帝           | 龍梨                                                 |
| 2017年     | 不懂撒嬌的女人     | 鄭淑潼（Coco）                                       |
| 2017年     | 性在有情           | 淑娟                                                 |
| 2018年     | 三個女人一個「因」 | 利東伶                                               |
| 2018年     | 是咁的，法官閣下   | 黃瞳                                                 |
| 2019年至今 | 愛·回家之開心速遞  | 明詩（第573、621集）易苗（第1171集）雪雪（第1544集） |
| 2019年     | 婚姻合伙人         | 施嘉露（Ruby）                                       |
| 2019年     | 十二傳說           | 潘朵美（Mimi）                                       |
| 2019年     | 金宵大廈           | Simone（聲演）                                       |
| 2020年     | 機場特警           | 張綺琳（青年）                                       |
| 2021年     | 欺詐劇團           | 邵貝怡（Shell）                                      |
| 2022年     | 鐵拳英雄           | 吳小京                                               |
| 2022年     | 金宵大廈2          | 徐小姐（聲演）                                       |
| 2024年     | 再見·枕邊人        | 葉可馨 （Coco）                                      |

### 電影
- 72家租客  (2010)
- 盲探 (2013)
- 五個小孩的校長 (2015)
- 愛情奴隸獸 (2017)
- 使徒行者2諜影行動 (2019)
- 阿索的故事(2020)
- 戀上36D (2020)
- 劲抽福禄寿

### 微電影
- 2016 遇上民宿
- 2017 山海戀

### 综藝節目（TVB）
- 農夫小儀嬉
- 姊妹淘
- 問問Master Joe 飾Y-Zero
- 智激校園
- 360°（主持）
- 樂勢力（主持）
- 猩猩補習班
- 築·動·愛
- 寵物大聯萌（主持）
- 最緊要好好玩 消暑版
- 新春開運王
- 大玩特玩
- TVB 50+1周年再出發
- 一帶一路一狀元
- 玩轉獅門娛樂天地
- 七線人离王
- 2019國泰航空新春國際匯演之夜
- 輝哥為食遊II
- 娛樂大家 (第12集嘉賓)
- #後生仔傾吓偈
- 網購攻略＋big big shop感謝祭
- 我要做業主
- 講你都唔信(第1-3、9集主持)
- The Show Must Go On (第1-2集嘉宾）
- 流行都市 (主持)
- 開心無敵獎門人 (第11集主持)
- 濠玩夏水禮
- 獎門人Happy Summer感謝祭
- 獎門人中秋感謝祭
- TVB 2024節目巡禮感謝祭
- 獎門人台慶感謝祭
- 獎門人聖誕感謝祭
- 歡樂滿東華2023[14]
- 獎門人新春感謝祭（主持）
- 騰龍運鑽花車匯演（主持）
- 博愛歡樂傳萬家[15]
- 獎門人Happy Easter感謝祭（主持）
- 吃貨橫掃深圳（主持）
- 吃貨橫掃港深珠（主持）

### 廣告/大使
- 勤奮噬脂菌 Diligent Fungus（產品代言人）
- 2012-13年: 《 (聯合國環境署)國際百萬森林計劃(包括十億樹木行動及地球植林計劃)植樹及護理活動》香港區植樹及護理大使之一
- 香港玩具節2015
- 2016 香港去斑中心 廣告
- 2017 TVB Amazing Summer 廣告
- 2018 Panasonic全自動洗碗機 廣告
- 2022 多願韓國護肝寶 廣告

## 獎項
- 香港学校戲劇節2007年傑出女演員奖
- 《觀眾在民間電視大奬2018》「民選飛躍進步女藝員」—《三個女人一個「因」》、《是咁的，法官閣下》

## 外部連結
- 林秀怡的新浪微博
- 林秀怡的Instagram帳戶
- 林秀怡的Facebook專頁
- 林秀怡的YouTube頻道
- 林秀怡在香港影庫上的簡介